# Приложна лингвистика
Приложната лингвистика е интердисциплинарно поле на изследване, което идентифицира, изследва и предлага решения за свързани с езика проблеми от реалния живот (real-life), понятието реалност е изключително съществено за този тип лингвистика. Някои от академичните полета на приложната лингвистика са обучението по език, психология, антропология, социология и т.н.

## Основни поддисциплини
- билингвизъм и мултилингвизъм
- дискурсивен анализ
- контрастивна лингвистика
- оценяване на знанията по език
- обучение по език
- лексикография

и други.